# Economia de Cuba
A economia de Cuba é sustentada por recursos naturais que variam de minerais como o níquel e cobalto, com paisagens tropicais que atraem milhões de turistas todos os anos. O capital humano de Cuba é um dos principais pilares da indústria do país, com a maior taxa de alfabetização do Caribe.
O índice de pobreza de Cuba era o quinto menor em 2017 dentre os 102 países em desenvolvimento pesquisados pela Pnud, organismo da ONU. Em 2016 Cuba ficou em 68° lugar no ranking de Índice de Desenvolvimento Humano; o IDH de Cuba foi 0,775. Na América Latina ficou aquém de Chile, Argentina, Barbados, Uruguai, Bahamas, Panamá, Antígua e Barbuda, Trinidade e Tobago e Costa Rica. O maior gasto, proporcional ao PIB, do mundo com educação pertence a Cuba (8,96% do PIB), seguida da Dinamarca (8,51% do PIB) e Suécia (7,66% do PIB).
Historicamente, Cuba foi um dos países mais prósperos da América Latina. No momento da Revolução Cubana, de 1953 a 1959, durante a ditadura militar de Fulgencio Batista, o PIB per capita de Cuba ficava em 7º lugar entre 47 economias latino-americanas. A revolução socialista foi seguida pelo atual embargo dos Estados Unidos contra Cuba, descrito como "o mais antigo e abrangente regime de sanções econômicas dos Estados Unidos contra qualquer país do mundo".
Durante a Guerra Fria, a economia cubana era fortemente dependente de subsídios da União Soviética, que representavam de 10% a 40% do PIB cubano em vários anos e avaliados em US$ 65 bilhões no total de 1960 a 1990, mais de três vezes o total da ajuda econômica dos Estados Unidos à América Latina por meio da Aliança para o Progresso. Embora os enormes subsídios soviéticos tenham financiado o enorme orçamento estatal de Cuba, eles não desenvolveram suficientemente uma economia cubana autossustentável. Descrita por economistas como "uma economia de exportação latino-americana relativamente altamente desenvolvida" em 1959 e no início dos anos 1960, a estrutura econômica fundamental de Cuba mudou muito pouco da Revolução até 1990. Charutos e cigarros eram os únicos produtos manufaturados entre as principais exportações de Cuba, produzidos principalmente por peças pré-industriais. A economia permaneceu ineficiente e superespecializada em algumas commodities compradas pelos países do Bloco Oriental.

## História

### Período antes da independência de Espanha  (até 1898)
Até meados do século XVIII, a grande importância de Cuba no império espanhol era ser o entreposto comercial na remessa da prata das minas do México e Peru para a Espanha. A escravidão era irrelevante quando comparado com São Domingos (atual Haiti) e a Jamaica. Em 1800 era uma região urbanizada, com uma sociedade de serviços, e provavelmente mais rica que a Nova Inglaterra da época.
Esse quadro mudou rapidamente. Primeiro com a revolução haitiana que virtualmente acabou com as exportações de açúcar daquela ilha. Além disso, as lutas pela independência no México impactaram fortemente a produção das minas, diminuindo muito o transporte de prata para a Espanha. Esses eventos, somado a melhorias tecnológicas, transformaram Cuba na principal produtora mundial de açúcar já em meados do século XIX. Além disso, mudaram sua demografia, pois esse cultivo exigiu um enorme influxo de africanos escravizados.
Na década de 1820, o açúcar de Cuba era o dominante internacionalmente, e foi alvo de investimento de capital proveniente dos Estados Unidos da América (EUA), à procura de fontes de investimento que trouxessem lucro. Em 1823, foi proclamada a Doutrina Monroe, que declarava o domínio estadunidense do Continente Americano, em detrimento do domínio europeu. Nesta altura, o então Secretário de Estado John Quincy Adams afirmou que "Cuba, como uma maçã madura, deve gravitar naturalmente para os EUA quando separada de Espanha", país que detinha então Cuba como colónia. Ao longo do século XIX, o tema da necessidade dos EUA anexarem Cuba era recorrente, havendo, inclusive, uma tentativa em 1848 do Presidente James K. Polk de comprar Cuba por cem milhões de dólares americanos, rejeitada por Espanha.
Foi formada uma rede de empresas estadunidenses na ilha, e milhares de investidores, comerciantes e representantes de empresas estadunidenses alteraram a sua residência para Cuba, influenciando assim a sua economia e aumentando a sua importância para as elites dos EUA. Como resultado das três Guerras de Indepedência Cubana, que causaram a destruição de propriedade e comércio, assim como um embargo de Espanha a qualquer pessoa relacionada com as lutas independentistas, levaram ao aumento da propriedade estadunidense na ilha. Na década de 1870, 75% das exportações de açúcar cubano tinham como destino os EUA, e em 1895 os investimentos estadunidenses totalizavam cerca de 95 milhões de dólares americanos. Assim, a lógica da relação económica entre os Cuba e os EUA era dominada pela expansão do capitalismo corporativo, ou um imperialismo nascente, onde as indústrias cubanas estavam subordinadas aos seus interesses. As propriedades e fábricas cubanas foram absorvidas a uma taxa cada vez maior, uma característica da transição dos Estados Unidos a potência hegemónica. Geopoliticamente, Cuba estava num local chave por várias razões: para proteger Nova Orleães e a Flórida, para controlar a América Central, assim como a comunicação interoceânica, que era fulcral para a economia estadunidense. Neste contexto, os objetivos imperativos para os Estados Unidos era remover o domínio espanhol de Cuba, e impedir que outra potência europeia ocupasse o seu lugar. Em 1898, num período onde a derrota de Espanha para o movimento independentista se avizinhava, houve uma intervenção dos Estados Unidos, de modo a prevenir a revolução social. Os Estados Unidos geriram a construção de uma república cubana onde as elites tradicionais, ameaçadas pelo radicalismo dos que lutavam pela indendência, mantinham um lugar privilegiado, e a oligarquia cubana foi incorporada subordinantemente, e de livre vontade, ao poder à estrutura de poder estadunidense. A oligarquia passou a ser um fator chave na produção, e também na reprodução, da hegemonia estadunidense.

### Período de domínio estadunidense (1899 — 1959)

#### Décadas de 1900 e 1910
Em 1902, a República de Cuba foi formada, e continha vários elementos para assegurar o domínio dos Estados Unidos, nomeadamente através da incorporação da Emenda Platt na constituição, em troca da independência nominal do país. Os Estados Unidos passaram a ter controlo das relações externas de Cuba, assim como as suas finanças públicas, construíram duas bases militares no país, e passaram a ter o direito de intervir em Cuba quando quisessem. O General Juan Gualberto Gómez, um dos heróis do movimento independentista, disse que "reduziu a independência e a soberania da República Cubana a um mito". As tropas estadunidenses voltaram a Cuba de 1906 a 1909, em 1912, e de 1917 a 1923. O Tratado de Reciprocidade de Comércio (em inglês:  Trade Reciprocity Treaty), em 1904, fortaleceu a dominação estadunidense sobre a economia cubana, onde os produtos agriculturais cubanos exportados para os EUA passaram a ter um desconto tarifário de 20%, e os mais variados bens estadunidenses podiam receber um desconto tarifário de até 40% em Cuba.

#### Décadas de 1920 e 1930
Na década de 1920, as empresas estadunidenses eram detinham cerca de 70% da produção de açúcar cubano. Foram feitos empréstimos enormes pelos bancos estadunidenses à produção açucareira cubana, o que gerou uma bolha especulativa denominada "Dança dos Milhões". Quando a bolha rebentou, os bancos transformaram os ativos em propriedade estadunidense. Em 1929, do investimento estadunidense que tinha disparado para 919 milhões de dólares, 62% tinha como destino a agricultura, principalmente a indústria açucareira. As importações também tinham principalmente como origem os EUA, do qual provinham 95% dos bens de capital e 100% das peças sobressalentes. Durante a Grande Depressão, o capital estadunidense diminuiu, e parte da indústria açucareira cubana passou a ser propriedade de cubana. Neste período, entre 1929 e 1932, com a queda dos preços e da produção, o valor da indústria do açúcar caiu de duzentos milhões de dólares para quarenta milhões de dólares, o que teve fortes impactos na sociedade cubana. Houve várias convulsões políticas, ocorrendo greves, instituindo-se conselhos operários (sovietes) nos engenhos de açúcar da ilha, acabando com o fim da ditadura do General Gerardo Machado na Revolta dos Sargentos de 1933. Nesta revolta, Fulgencio Batista começou a ter protagonismo, e, em janeiro de 1934, em conjunto com o enviado estadunidense Sumner Wells, forçou o Presidente Ramón Grau San Martín e o seu Governo Progressista dos Cem Dias a resignar. Em maio, foi introduzido pelo governo estadunidense um sistema de quotas para controlar as importações de açúcar, onde a Cuba pertencia uma percentagem das importações totais estadunidenses, atuando assim como instrumento de controlo político e económico sobre o governo cubano, pois a quota podia sofrer, e sofreu alterações.

#### Década de 1940
Nos fins da década de 1940, a produção açucareira, assim como todos os seus derivados, totalizavam 86% das exportações cubanas, 80% das quais tinham como destino os Estados Unidos, fazendo Cuba, assim, o maior país produtor e exportador de açúcar. As empresas açucareiras eram donas de 75% da terra arável, metade das quais eram deixadas em pousio, e, apesar de serem fontes de emprego para um quatro da força total de trabalho cubana, apenas 25 mil trabalhavam a tempo inteiro, e até 500 mil trabalhadores, contratados durante o período de colheita, que durava dois a quatro meses, eram despedidos no "tempo morto" (em castelhano:  tiempo muerto), após as colheitas. A pobreza, o desemprego e a falta de emprego eram características intrínsecas desta sociedade, coagindo os trabalhadores a venderem a sua força de trabalho a um preço baixíssimo.

#### Década de 1950
Após o fim da Segunda Guerra Mundial, a indústria açucareira cubana estagnou, e a quota imposta pelos Estados Unidos desincentivava o investimento, com os trabalhadores a resistirem a mecanização, em simultâneo. Desta forma, o investimento estadunidense passou a ser principalmente para serviços públicos, e, em menor escala, as indústrias petrolíferas, transformadora, mineira, entre outras. Como resultado, a infraestrutura cubana de caminhos de ferro, autoestradas, portos e instalações de comunicações passou a estar entre as mais desenvolvidas da América Latina. O investimento direto a Cuba por parte dos Estados Unidos totalizou 713 milhões de dólares em 1955, ficando em terceiro lugar na lista de países que mais investimento direto recebiam na altura. Assim, 90% dos serviços elétricos e de telefonia eram controlados por investidores estadunidenses, 50% das redes de caminho de ferro, e 40% da produção de açúcar não processado.
O ditador Fulgencio Batista, com o apoio dos Estados Unidos, após um golpe de Estado em 1952, encorajou o investimento estrangeiro no setor mineiro, no turismo, projetos públicos e indústria da carne. Contudo, a economia cubana não "descolou" no desenvolvimento. As refinarias petrolíferas, que tinham um rendimento de cinquenta milhões de dólares por ano, eram propriedade da Standard Oil, Texaco e Shell, que, ao todo, não empregavam mais de 3 mil pessoas, e cujas posições mais importantes eram tomadas por estrangeiros. A maioria da riqueza das empresas estrangeiras voltava ao país de origem. Era destinado à grande massa da população menos de 20% das importações, em sua grande parte alimentos e medicina, enquanto os restantes 80% (770 milhões de dólares em 1957) eram destinados às elites e grandes empresas cubanas. A desigualdade entre o consumo de Havana, a capital, e o resto do país era o fenómeno mais notável da economia de Cuba de então. A Associação de Universidades Católicas, em 1957, afirmou que: "Havana vive em extraordinária prosperidade enquanto zonas rurais, especialmente os trabalhadores assalariados, estão a viver numa estagnação inacreditável, miserável, e condições desesperadas". O desemprego rondava os 35%, e, de acordo com o relatório governamental estadunidense, "Cuba teve a sorte do desemprego crónico não ter criado uma situação mais crítica". Só 3% dos cubanos que viviam nas áreas rurais eram donos das terras onde trabalhavam. Devido ao desemprego maciço, aos baixos salários e à falta de acesso à terra, nas áreas rurais, só 3% dos cubanos comiam carne, só 1% comia peixe, 3% comia pão, só 11% bebeu leite após o desmame, e menos de 20% comia ovos. Das habitações rurais, 75% eram cabanas de madeira, apenas 19% tinha acesso a água corrente, e 9% a eletricidade. Cerca de 24% da população era analfabeta, a esperança de vida média era de 59 anos, e a mortalidade infantil era de sessenta por cada mil nascimentos. A discriminação racista era frequente e institucionalizada.

### Período após a Revolução Cubana (1959 — 1991)
Em 1 de janeiro de 1959, a Revolução Cubana triunfou e o ditador Fulgencio Batista foi destituído pelo Movimento 26 de Julho. As instituições antigas foram desmanteladas e progressivamente substituídas por instituições novas, e as velhas elites foram substituídas por revolucionários jovens e pouco qualificados, que passaram a ser os gestores e administradores de Cuba. A capacidade monetária do novo governo para atrair investimento residia apenas nas poupanças nacionais e nos impostos, o que limitava fortemente a despesa pública e o investimento. Os cubanos ricos saíram do país, levando consigo os seus depósitos e impostos. O novo governo revolucionário enfrentou as questões de como levar avante o seu programa de reformas socioeconómicas ambicioso, transformando a economia de modo a acabar com a dependência com o açúcar, acabar com a privação socioeconómica e o desemprego estrutural, e inverter a correlação de forças em favor das classes mais pobres. Entre 1959 e 1962, houve nacionalizações, um câmbio quase completo nas relações de troca, novas relações sociais de produção, o êxodo em massa de gestores e professionais, a imposição do bloqueio dos Estados Unidos, e a sua tentativa de invasão na Baía dos Porcos, sabotagem, terrorismo, e a ameaça de eclosão de uma guerra nuclear. No começo, as medidas de redistribuição do novo governo revolucionário impulsionou o crescimento económico; contudo, entre 1962 e 1963, quando os choques da mudança profunda de estrutura começaram a ter efeito, a produção nacional e a produtitivada começou a diminuir, fruto da falta de análise das consequências das políticas, implementadas de maneira precipitada. Ao tentar industrializar o país, libertando-o do monocultura, foi negligenciada a colheita a de açúcar, que, agravada pelo bloqueio económico estadunidense, diminuiu a capacidade de Cuba importar os materiais brutos e peças sobressalentes necessárias para a indústria. Devido à escassez laboral no campo, passou-se a depender da mão de obra voluntária para o trabalho rural.
Neste momento, surgem um conjunto de questões que se debatem até hoje, sobre a resolução de problemas práticos dentro de uma estrutura de transição socialista. Devido este debate, ao longo do processo revolucionário, houve várias abordagens sobre a gestão económica. Nas primeiras três décadas, foram adotados cinco sistemas diferentes: o "Sistema Orçamental de Financiamento", o "Sistema de Auto Financiamento", o "Sistema de Registo", o "Sistema Soviético de Planeamento e Gestão", e a "Campanha de Retificação de Erros e Tendências Negativas", conhecida também como Retificação. Estes sistemas tiveram relações diferentes com os mecanismos de mercado e a planificação estatal, conforme as diferentes condições internacionais, e as necessidades económicas e políticas.

#### Competição entre sistemas de gestão económica (1961 — 1967)
O Sistema Orçamental de Financiamento (em castelhano:  Sistema Presupuestario de Financiamiento, em inglês:  Budgetary Finance System) foi um sistema de gestão económica inédito, desenvolvido por Ernesto "Che" Guevara, Ministro das Indústrias desde fevereiro 1961. O sistema, concebido para o processo de transição socialista, desenvolveu-se conforme a interação entre a teoria e a prática, que, primariamente de forma a resolver problemas concretos na indústria, ganhou uma base teórica ao estudar as análises de Karl Marx sobre o capitalismo, assim como ao participar em debates contemporâneos sobre a política económica socialista, e ao investigar os aparatos administrativos e tecnológicos das empresas capitalistas nacionalizadas em Cuba. O Sistema Orçamental de Financiamento foi usado para testar se a sua asserção, de que é possível e necessário, em simultâneo, aumentar a consciência e a produtividade, era possível, mesmo que num país subdesenvolvido e num processo de construção socialista. De acordo com Guevara, caso se focasse exclusivamente no desenvolvimento económico através de mecanismos de mercado, isto levaria à restauração do capitalismo; desta forma, criticou o sistema soviético "híbrido" como "socialismo com elementos capitalistas". Em relação ao sistema soviético, criticou que, ao haver a falta de eficiência do "mercado livre", com a sua luta agressiva por lucros, já que o planeamento estatal e as relações de produção definidas legalmente impediam a exploração e a acumulação capitalista, em simultâneo, também falhava em aumentar a consciência coletiva dos trabalhadores, que, para Che Guevara, era uma precondição para o socialismo e o comunismo.
O "Sistema Soviético de Gestão Económica", já testado, que teve o nome em Cuba de "Cálculo Económico" ou "Sistema de Auto Financiamento", foi escolhido pelos ministros e planeadores cubanos que rejeitaram as contestações de Guevara ao sistema soviético, vistas como audaciosas. Estes ministros criticaram a deteriorização económica de 1962 e 1963 como culpa do que viam como centralização excessiva e falta de incentivos financeiros a indivíduos e empresas, associados ao modelo de gestão económico de Guevara. Neste período, a integração de Cuba com o Bloco de Leste aumentou por via de intercâmbio humano e comércio: estudantes cubanos recebiam bolsas para a Europa de Leste, enquanto esses países, por sua vez, enviavam técnicos e economistas para Cuba. Estes conselheiros defenderam o Sistema Soviético de Autofinanciamento, com descentralização e autonomia financeira para as empresas, que funcionavam como unidades contabilísticas independentes responsáveis pelos seus próprios lucros e perdas. O Instituto Nacional de Reforma Agrária (INRA), por exemplo, seguiu um modelo parecido ao khozraschet da União Soviética, de quintas cooperativas.
Ainda no início da década de 1960, como resultado, existiam em simultâneo dois sistemas de gestão económica em Cuba, que concorriam um com o outro, sob o controlo do Conselho Central de Planeamento (JUCEPLAN), um banco central e uma tesouraria. Assim, o Sistema Orçamental de Financiamento era aplicado no Ministério da Indústria (MININD), no Ministério dos Transportes e, criado em 1964, o Ministério do Açúcar. Em contraste, o Sistema de Auto Financiamento foi implementado no INRA e no Ministério do Comércio Externo. O orçamento de todos os ministérios provinha do orçamento estatal da JUCEPLAN, contudo, os diferentes sistemas de gestão económica tiveram impactos nas suas estruturas organizacionais, políticas, relações financeiras entre instituições estatais, produtos e consumidores, entre outros.
A existência dos ambos sistemas criou contradições operacionais no seio do Estado revolucionário. O "Grande Debate" foi o nome pelo qual se passou a conhecer as disputas entre os dois sistemas de gestão. Esta disputa era vista em jornais institucionais onde os diferentes participantes eram recebidos, ou com apoio, ou com contestação, por outros contribuintes. A disputa também teve lugar ao mais alto nível, internamente. Por exemplo, Tirso Saenz, um dos deputados de Che Guevara no MININD, afirmou que testemunhar a troca de argumentos nos órgãos governamentais da Comissão Económica e do Conselho de Ministros era "como assistir a um combate de boxe". Carlos Rafael Rodríguez, líder do INRA, comunista pró-soviético, estava do lado do Sistema de Auto Financiamento; e Guevara estava do lado do Sistema Orçamental de Financiamento. Uma tradição de discussão aberta foi iniciada pelo Grande Debate, dentro do paradigma socialista, à procura de soluções, consenso, e legitimidade; e o período do Grande Debate, donde nenhum lado saiu vitorioso, acabou em 1965, quando Che Guevara saiu de Cuba.

#### Sistema de Registo (1967 — 1970)
"Cada um fez a sua própria interpretação de como aplicar os elementos básicos do Sistema de Registo. Muitos interpretaram-no incorretamente, decidindo que poderiam produzir sem se preocuparem com os custos [...] Nessa altura, não compreendemos totalmente as ideias de Che e os companheiros que propuseram o Sistema não prepararam especialistas nos sectores produtivos e de serviços do país. Era puro idealismo em que, logicamente, a ausência do Che era sentida"

Faure Chómon Mediavilla, cofundador do Diretório Revolucionário Estudantil e então Ministro dos Transportes.
Em 1967, foi criado o "Sistema de Registo", que substituiu ambos os sistemas, e que foi implementado em toda a economia. Em abril de 1967, o orçamento de Estado foi abolido, assim como os pagamentos entre ministérios e empresas, que foram substituídos por um sistema de "registos económicos". Juntos com as últimas formas de tributação, a correlação entre a produção e a remuneração foi extinta; e os estudos universitários em economia política socialista e contas públicas foram encerrados. Em maio de 1968, aderindo a este Sistema de Registo, mais de 58 mil pequenas empresas privadas não-agrícolas foram nacionalizadas num mês, na Grande Ofensiva Revolucionária. Osvaldo Dorticós Torrado, então presidente de Cuba, afirmou que o Sistema de Registo era coincidente com as ideias de Guevara sobre a economia. Contudo, o sistema tinha abandonado as premissas centrais do Sistema Orçamental de Financiamento, nomeadamente a análise económica, o controlo de custos, e a concentração na produtividade e na eficácia. Um dos ex-membros do JUCEPLAN afirmou que a associação entre Che Guevara e o Sistema de Registo "é uma grande injustiça histórica, porque se havia alguém neste país que se preocupava com custos e eficiência era Che".
Não era possível controlar nem monitorizar o orçamento anual; e das consequências disto mostrou-se em 1970, quando, durante uma mobilização de massas, numa campanha para colher dez milhões de toneladas de açúcar, a perturbação que foi sentida noutros setores da economia cubana, devido à drenagem de recursos, não foram nem controlados nem monitorizados. Isto fez com que o resultado ficasse aquém do esperado, e Fidel consentiu em adotar o Sistema Soviético de Planeamento e Gestão para combater a queda na produção e produtividade, assim como reintroduzir os controlos económicos.
Fidel Castro, no meio da década de 1970, referiu que a falha ao analisar qual dos sistemas seria o mais apropriado para Cuba, o Orçamental de Financiamento, ou o de Auto Financiamento, levou à "decisão menos correta" de se formular um sistema novo, que "[q]uando poderia parecer que nos estávamos a aproximar das formas comunistas de produção e distribuição, estávamos na realidade a afastar-nos dos métodos correctos para a construção, anterior, do socialismo".

#### Sistema Soviético de Planeamento e Gestão (1970 — 1986)

##### Análise
A implementação do Sistema Soviético de Planeamento e Gestão permitiu com que Cuba se tornasse um membro efetivo do Conselho para Assistência Económica Mútua (COMECON), o órgão de comércio dos países do Bloco de Leste. Isto fez com que o comércio entre Cuba e os outros membros do COMECON, que já existia, se formalizasse, e a vantagem de poderem haver contratos a longo prazo, na complementariedade de planos nacionais. Cuba foi integrada na divisão internacional do trabalho do bloco socialista, como produtor e exportador de açúcar, níquel, e citrinos. Foi estabelecido, em 1976, um acordo bilateral entre Cuba e a União Soviética, que, para contrariar a deteriorização dos termos de troca, que acontecia internacionalmente, entre os países industrializados e do sul global, se indexou os preços das importações e exportações de ambos países. Sobre este acordo, José Luis Rodríguez [es], economista e Ministro da Economia e Planeamento na segunda metade da década de 1990, disse que "[i]sto deu a Cuba um tratamento justo pela primeira vez na história do seu comércio externo", e, como resultado, o poder de compra de Cuba cresceu 50%, em comparação com os preços do mercado mundial. Cuba, segundo Rodríguez, resistiu perseguir a política de desenvolvimento das indústrias pesadas, promovido pelo COMECON, e, a partir da década de 80, procurou desenvolver a biotecnologia e a informática, campos que não eram prioridade para o Bloco de Leste, e que "[n]ão foi uma tarefa fácil, porque Cuba tinha interesse em desenvolver vários ramos que não eram prioritários para o COMECON".
Segundo alguns críticos, esta integração substituiu a dependência de Cuba nos Estados Unidos, anterior a 1959, pela dependência na URSS. De acordo com Paul Sweezy, que respondeu a esta perspetiva explicitando a diferença entre as duas relações, "[o]s russos não possuem quaisquer empresas ou meios de produção cubanos, e o seu apoio económico a Cuba assume a forma de subvenções e empréstimos". Muitos comentadores mencionaram também que o bem estar económico e social conquistadas pela Revolução eram apenas devido aos subsídios da URSS; perspetiva refutada pelo economista estadunidense Andrew Zimbalist [en], que argumentou:

"Primeiro [...] a magnitude desta ajuda é vastamente sobrestimada por uma falsa metodologia.
Segundo, mesmo que os números exagerados da ajuda fossem aceites, numa base per capita Cuba estaria ainda a receber menos ajuda [do COMECON] do que muitas outras economias da América Latina recebem em ajuda ocidental. Em terceiro lugar, se se tentar separar as fontes do crescimento cubano e isolar as suas componentes internas e externas, dificilmente será suficiente considerar apenas os efeitos benéficos da ajuda soviética. Há também que considerar os custos monumentais e contínuos para Cuba do bloqueio dos EUA" Andrew Zimbalist sobre os subsídios soviéticos a Cuba.
Segundo Rodríguez, "os preços mais altos apenas parcialmente compensam a economia danos causados a Cuba pelo bloqueio dos EUA, perdas que ascenderam a 30 mil milhões de USD em 1990". Os preços eram vantajosos também para a URSS, pois estavam abaixo dos custos de produziram domesticamente ou de importarem pelo mercado internacional. De acordo com Rodríguez, "[o]s grandes depósitos de níquel que os soviéticos tinham no Círculo Ártico [...] tirar o níquel nessas condições teria custado muito mais do que comprar o mineral a Cuba". Da mesma forma, era também mais barato comprar citrinos a Cuba do que a Marrocos. A maioria do comércio do açúcar estava sob acordos preferenciais internacionalmente, a quota de açúcar dos Estados Unidos antes de 1959 estava a 80% acima do preço do mercado mundial, enquanto, por exemplo, os preços soviéticos para o açúcar cubano eram mais baixos comparados com aqueles que o Reino Unido tinha para o açúcar das Caraíbas.

##### Desenvolvimento
Em 1978, foi permitido pela primeira vez o autoemprego não agrícola, e, no início da década de 1980, foram criados regulamentos mais flexíveis, com a possibilidade das entidades estatais contratarem tais trabalhadores. Houve o aparecimento de empresas privadas, como pequenos fabricantes que vendiam o que produziam para as empresas estatais, criaram lojas, obtinham matérias primas, contratavam trabalhadores para expandir a produção e distribuição, e usavam maquinaria. Por exemplo, cerca de dez mil donos de camiões, privados, transportavam produtos de fabricantes, de quintas privadas, e passageiros. O auto emprego atingiu um pequeno pico de 1,2% da força total de trabalho. Mercados de agricultores privados, sem regulação de preços, foram criados em 1980, em 1982 foi legalizado o investimento estrangeiro direto, descentralização da gestão de empresas estatais aumentou, e a construção e venda de habitações privadas foram autorizadas; entre 1981 e 1986, foram construídas cerca de quatrocentos mil unidades habitacionais, das quais 63% foram construídas pela população, de forma privada. Cuba teve um crescimento médio anual positivo, de 7,3% entre 1981 e 1985, enquanto o PIB latino-americano caiu quase 10% entre 1981 e 1984, e houve elevadas taxas de investimento e crescimento relativo do setor industrial. Em relação aos setores industriais marginais, a eletrónica foi alargada, e foram criados novos, como a biotecnologia e a computação, esta última com menos sucesso. Este período é visto por cubanos mais idade como de abundância e subida do nível de vida. Os salários, especialmente os de trabalhadores especializados, aumentaram, assim como o consumo; e a segurança social e a habitação melhoraram. Diversos "bónus de motivação" eram recebidos pelos trabalhadores caso estes excedessem as "normas" de produção ou de produção padrão. Com os investimentos estatais, os indicadores de bem estar de Cuba dispararam para os padrões do primeiro mundo, e em indicadores chave como a esperança média de vida e a mortalidade infantil ultrapassaram muitos países latino-americanos, assim como países socialistas industrializados.

"Talvez se tenha sentido que a institucionalização da legalidade socialista do país, a criação do Poder Popular [sistema de representação] e a implementação progressiva do Sistema de Planeamento e Gestão Económica fariam, por si só, milagres e tudo melhoraria automaticamente sem os esforços essenciais e básicos do homem"

Fidel num discurso "a avisar o povo cubano sobre a difusão de 'maus hábitos', a abordagem mecanicista da construção do socialismo", 1980.
Em simultâneo, e apesar dos benefícios económicos, também surgiram problemas, nomeadamente um excesso em demasia de burocracia e investidos materiais "excessivos", que, segundo Rodríguez, colocavam um "fardo pesado" sobre a economia cubana. Houve sobreposições nos esquemas de incentivos, levando os trabalhadores a receberem várias recompensas pelas mesmas tarefas. Uma desta sobreposição foi, por exemplo, ganhar uma recompensa por ultrapassar o plano de produção, e novamente caso fosse um bem de exportação. Como consequência, os custos aumentaram demasiado, e levou as entidades a tenderem para as atividades cujos incentivos ou prémios materiais eram maiores, o que tirou a produção socialista dos seus objetivos, corrompeu a consciência socialista e as relações sociais. Fidel Castro demonstrou um desconforto cada vez maior em relação a estes desenvolvimentos. Um dos colaboradores íntimos de Guevara no Ministério das Indústrias atribuiu isto, em parte, ao aviso que Guevara deu sobre o risco que o sistema soviético híbrido tinha de restaurar o capitalismo. Para Fidel, o trabalho político estava a ser subordinado aos mecanismos económicos, e, assim, ao negar o papel do Partido Comunista, gerava-se uma abordagem mecânica à transformação socialista; e havia a criação, no começo da década de 1980, de "uma classe abastada em Cuba, tão grande ou maior que a burguesia que a Revolução expropriou", com o aumento das atividades privadas de agricultores, vendedores ambulantes, intermediários, camionistas, pequenos fabricantes, trabalhadores de serviços pessoais e construtores de casas. Ao referir-se a esta "nova camada de ricos", rotulou-as, citando exemplos de pessoas que ganhavam entre trinta mil e 150 mil pesos por ano, de "nova burguesia com atitudes capitalistas", um "lumpemproletariado mimado [que estava] a corromper as massas". Esta camada tinha dinheiro para tudo, o que criou desigualdades e irritou a população.
O Estado, em 1982, lançou uma campanha contra "os abusos" nos mercados dos agricultores privados, como preços exorbitantes, fora do alcance dos grupos com rendimentos mais baixos, lucros excessivos por intermediadores, e desvio de recursos do setor estatal; o que não se revelou frutífero, pois dois anos após, os mercados floresceram, com despesas maiores para o setor estatal. Fidel procurou alcançar consenso dentro de Cuba para reformar o sistema, ainda antes de Mikhail Gorbatchov se tornar líder da União Soviética, para "retificar erros e tendências negativas", e, contrariando a liberalização com os mecanismos de mercado da URSS, Cuba radicalizou-se, voltando aos mecanismos políticos e de planeamento. Devido à integração económica, este período, entre 1970 e a primeira metade de 1980, é descrito como o "período de sovietização" por aqueles que aderem à narrativa de "etapas da revolução". Noutras áreas, como na política interna e na política externa, Cuba tinha uma independência e radicalismos maiores; em 1976 foram estabelecidos os Órgãos de Poder Popular, que aumentou significativamente a representação e participação de base na tomada de decisões, um sistema que incorporou um sistema não partidário de eleições para delegados, que tinham de "prestar contas", em intervalos regulares, aos seus constituintes, que tinham o direito de recall. Em termos salariais, e para evitar a existência de políticos de carreira ou profissionais, continuariam no seu emprego existente, com o mesmo salário. Os orçamentos locais para os Órgãos de Poder Popular em 1984 era de 33%, sendo que, anteriormente, em 1978, totalizava 21% do orçamento total Estatal; na União Soviética, por exemplo, o orçamento para a administração local era de 17,1%. Houve uma ênfase crescente em incentivos materiais e à "consciência revolucionária", que fez com que milhares de médicos, soldados, educadores, trabalhadores de ajuda ao desenvolvimento cubanos se voluntariassem para missões em lugares difíceis em países estrangeiros e pobres, sobretudo em África; por exemplo, apoiando a República Popular de Angola na luta contra o regime de apartaide da África do Sul, enviando tropas na Operação Carlota, totalizando 350 mil em 1991, e médicos.

#### Campanha de Retificação de Erros e Tendências Negativas (1986 — 1990)
A Retificação começou com um novo programa partidário e um plano de desenvolvimento a longo prazo, que durou até à dissolução da União Soviética. Almejando assumir funções (como planeamento de investimento e comércio) do Conselho Central de Planeamento (JUCEPLAN), foi formado, com líderes governamentais e partidários, um "Grupo Central". Este "Grupo Central" alterou o plano económico de 1985, e formulou o plano económico para 1986 — 1990, assim como os posteriores. Houve uma reunião entre Fidel Castro e os diretores das empresas estatais para discutir os problemas constatados.

"Estou a dizer a verdade, Che teria ficado horrorizado, porque esses caminhos nunca conduzirão ao comunismo, esses caminhos conduzirão a todos os vícios e a todas as alienações do capitalismo. Esses caminhos, repito, e Che sabia-o muito bem, nunca levariam à construção de um verdadeiro socialismo, como uma fase anterior e transição para o comunismo."

Conclusão de Fidel Castro no seu discurso de 8 de dezembro de 1986.
No III Congresso do Partido Comunista de Cuba, quando a Retificação foi lançada, foram debatidos principalmente dois temas: a diferença crescente entre as bases e a liderança do Partido, assim como a deterioração do desempenho da economia de Cuba em relação às exportações e eficiência econômica. A sessão do Congresso fora adiada por dez meses, para ter uma consulta mais ampla sobre a causa dos problemas e como seria a nova abordagem à gestão económica, substituindo o Sistema de Planeamento e Gestão Soviético. Esta sessão adiada deu-se entre 28 de novembro e de 2 de dezembro de 1986. Fidel Castro, exultado, referiu-se ao processo como "possivelmente uma das melhores reuniões políticas que presenciámos ao longo da história da Revolução". A 8 de outubro de 1987, num evento especial para assinalar o vigésimo aniversário da morte de Che Guevara, Fidel, mencionou as transgressões que "teriam horrorizado Che": a formalização do trabalho voluntário, a imensa burocracia, a inflação dos salários, normas anacrónicas, truques e mentiras; que certas empresas eram lucráveis porque roubavam, que cumpriam o plano e distribuíam prémios pelo cumprimento do plano em "valores" mas não em fornecimentos, que produziam não para satisfazer as necessidades de produção, mas para o lucro; que os incentivos monetários nessas empresas tinham sido concebidos para serem fáceis de adquirir, de modo que "em certas ocasiões, quase todos os trabalhadores os cumpriam duas e três vezes"; que os trabalhadores estavam a ser corrompidos pela procura de dinheiro, chegando até a trocar de empregos para satisfazer esta busca. Neste discurso, Fidel atingiu um grupo de empresas, "atormentadas por capitalistas de má qualidade — como lhes chamamos — que brincam com o capitalismo [...] esquecendo o campo, esquecendo a cidade, esquecendo a qualidade, porque a qualidade não importava em nada, mas sim a pilha de dinheiro".

A produção no Sistema Soviético estava direcionada para tarefas às quais foram atribuídas "valores" mais elevados, para efeitos de cálculo de resultado, em vez de para a conclusão de bens ou projetos; assim, concluiu-se que as recompensas materiais estavam a minar a função social da produção. Este sistema aplicado à construção, por exemplo, fez com que as construções não fossem terminadas, pois as equipas estavam direcionadas para concluir tarefas e não trabalhos. Em relação a um destes acontecimentos, Fidel, enfurecido, afirmou que:

"Catorze anos para construir um hotel! Catorze anos a enterrar barras, areia, pedra, cimento, borracha, combustível, força de trabalho, antes de um único cêntimo entrar no país através da utilização do hotel. Onze anos para terminar o nosso hospital aqui em Pinar del Río! É verdade que foi finalmente terminado, e com qualidade, mas coisas como estas nunca mais deveriam acontecer"

Fidel Castro, 1987.
As "microbrigadas" da década de 1970, contingentes especiais de trabalhadores que podiam construir casas, escolas e instituições médicas com flexibilidade, tinham sido eliminadas pelo Sistema Soviético, segundo Fidel, por "teóricos e tecnocratas que não acreditavam no homem, mas que eram empenhados nos mecanismos de mercado", e que "[a]ssim, já não havia força para construir casas na capital; com problemas acumulados, dezenas de milhares de casas em risco de colapso, sacrificando vidas". Estes problemas contribuíram para o começo de um período de estagnação, apesar da diminuição do crescimento de Cuba ter sido em grande medida devido a fatores externos: dívida externa, diminuição das receitas das exportações de açúcar e da deterioração dos termos de troca com a União Soviética.

### Período pós-soviético (1991 — atualidade)
No período de 1994 a 1999 a economia cubana cresceu uma média anual de 3,3%. Em 1995 o crescimento foi de 2,6%. Durante o "Período Especial" houve uma recessão provocada pela retirada dos subsídios da União Soviética (cerca de 4 a 6 bilhões de dólares anuais entre 1989 e 1993), o que representou uma perda de 35% em relação ao pico de seu PIB. No ano 2000 o crescimento atingiu 5,6%, em 2001 foi de 3,2%, a média do crescimento econômico mundial esteve em torno 3,1% e em nível latino-americano atingiu somente 2,38%. Em 2005 o crescimento foi de 5% e em 2006 Cuba teve o maior crescimento econômico de sua história. Nesse ano seu crescimento teria sido de 11.1% (est.), e segundo a estimativas da CEPAL e da CIA dos dados fornecidos por Cuba - o PIB cubano pode ter crescido 12,5%, reduzindo-se porém acentuadamente nos anos seguintes. Em 2012, segundo Raúl Castro, o crescimento do PIB foi de 3,1% o que coloca o país na 111ª posição referente ao Produto Interno Bruto (PIB) per capita.
Em 2014 Cuba pediu a empresas internacionais para investir mais de US $ 8 bilhões na ilha como incentivo inicial de uma economia centralmente planificada. O ministro do Comércio Exterior Rodrigo Malmierca Diaz anunciou uma lista de 246 projetos potenciais que custaria 8700 milhões dólares para construir. O incentivo para o investimento estrangeiro é parte de um processo de reforma de quatro anos, destinado a dinamizar a economia através da introdução da iniciativa privada e de capital estrangeiro em um modelo socialista caracterizada por baixos salários, investimentos insuficientes, infra-estrutura decadente e escassez persistente. O país diz que precisa de investimento estrangeiro de US $ 2 bilhões por ano para ajudar a levantar uma taxa de crescimento econômico que não deverá ser superior a 1 por cento este ano.
A biotecnologia tem contribuído para as exportações cubanas, tendo as vendas de produtos biotecnológicos alcançado, em 1994, a cifra de 400 milhões de dólares. Sua vacina contra hepatite B é vendida em 30 países. Em 2014 indústria local de biotecnologia detinha cerca de 1,2 mil patentes internacionais e comercializava produtos farmacêuticos e vacinas em mais de 50 países.
Hoje já existem em Cuba 117 atividades privadas autorizadas, com 208 mil pessoas registradas. Essas são as atividades que podem ser realizadas por particulares - oficinas, pequenos negócios, prestação de alguns serviços. A atividade que mais se expande é a dos restaurantes, chamados Paladares (nome alusivo a uma telenovela brasileira).
Em 2016, Cuba entra em recessão após duas décadas. Esta é a primeira vez desde 1995 que o governo socialista prevê um resultado negativo do PIB, de acordo com a série estatística. Abalada pela crise da Venezuela, que financiava o governo cubano, Cuba entrou em recessão pela primeira vez em mais de duas décadas ao registrar uma queda de 0,9% do PIB em 2016, após um crescimento de 4,4% em 2015.

## Aspecto social
O acesso à água tratada atinge 91% da população, valor acima da média regional e do grupo de renda. O acesso à rede de esgotos atinge 98% da população, valor acima da média regional e do grupo de renda. A mortalidade infantil em Cuba foi de 7,1 mortes/1.000 nascidos vivos em 2023 (no Brasil: 22/1.000). Com relação à alimentação, à cota básica, a cesta de alimentos é muito limitada; não é incomum não durar o mês todo.

## Desemprego
Os empregos são 4,3 milhões, sendo 78% no setor estatal e 22% no setor não estatal (2006).[carece de fontes?] A agricultura emprega 20% da força de trabalho, a indústria 19,4% e os serviços 60,6% (2005).[carece de fontes?] A taxa de desemprego foi de 2,0% (2006). A área de Cuba é de 10.920 mil hectares. A população total é de 11 milhões de habitantes. A densidade populacional é de 103 habitantes por km². As reservas ecológicas representam 69,1% do território cubano.

## Comércio exterior
Em 2020, o país foi o 139º maior exportador do mundo (US $ 1,6 bilhões, menos de 0,1% do total mundial). Já nas importações, em 2019, foi o 126º maior importador do mundo: US $ 5,3 bilhões.

## Setor primário

### Agropecuária
Cuba produziu, em 2018:
- 8,7 milhões de toneladas de cana-de-açúcar (entre o 21 e o 25º maior produtor mundial);
- 950 mil toneladas de banana;
- 795 mil toneladas de mandioca;
- 752 mil toneladas de legume;
- 555 mil toneladas de batata doce;
- 480 mil toneladas de tomate;
- 382 mil toneladas de manga;
- 377 mil toneladas de arroz;
- 307 mil toneladas de milho;
- 206 mil toneladas de yautia;
- 184 mil toneladas de mamão;
- 169 mil toneladas de feijão;
- 129 mil toneladas de batata;
- 27 mil toneladas de tabaco;

Além de outras produções de outros produtos agrícolas.
Na pecuária, Cuba produziu, em 2019, 234 mil toneladas de carne de porco, 438 milhões de litros de leite de vaca, 81 mil toneladas de carne bovina, 24 mil toneladas de carne de frango, entre outros.
Foram estabelecidas as Unidades Básicas de Produção Cooperativa (UBCP), em parte das terras foram convertidas em granjas estatais. Entre setembro de 1993 e agosto de 1995, foram organizadas 3800 UBPCs, com 64% do fundo estatal de terras, cana-de-açúcar, açúcar e seus derivados, tabaco, banana, café, frutas cítricas, arroz, legumes e verduras.
Os rapés fabricados são vendidos em todo o mundo, sendo que as exportações em 2007 para os EUA atingiram a marca de $ 400 milhões.São capturadas 101.920 toneladas de pescados por ano.

## Setor secundário

### Indústria
O Banco Mundial lista os principais países produtores a cada ano, com base no valor total da produção. Pela lista de 2018, Cuba tinha a 66ª indústria mais valiosa do mundo (US $ 13,0 bilhões).
Açúcar refinado, charutos e cigarros, cimento, fertilizantes, rum, tecidos, tijolos e telhas, indústria farmacêutica e biotecnologia. A produção industrial cresceu 17.6% em 2006 (est.).

### Mineração
Em 2019, o país era o 5º maior produtor mundial de cobalto e o 10º maior produtor mundial de níquel. Em outros minérios, não se encontra entre os maiores produtores mundiais.
Níquel, cromita, ferro, manganês, barro vermelho e pedra calcária, sendo que Cuba detém o quinto maior depósito de níquel do mundo, atrás da Indonésia, Austrália, Brasil e Rússia. A maior parte desse minério é exportado para a China, Países Baixos e Canadá.

### Energia
Nas energias não-renováveis, em 2020, o país era o 53º maior produtor de petróleo do mundo, extraindo 41 mil barris/dia. Em 2011, o país consumia 150 mil barris/dia (64º maior consumidor do mundo). O país foi o 37º maior importador de petróleo do mundo em 2013 (160 mil barris/dia). Em 2016, Cuba era o 62º maior produtor mundial de gás natural, 1,1 bilhões de m³ ao ano. Em 2016 o país era o 87º maior consumidor de gás (1,1 bilhões de m³ ao ano). O país não produz carvão.
Nas energias renováveis, em 2020, Cuba não produzia energia eólica e tinha 0,1 GW de potência instalada de energia solar.

## Setor terciário

### Turismo
Em 2018, Cuba foi o 50º país mais visitado do mundo, com 4,6 milhões de turistas internacionais. As receitas do turismo, neste ano, foram de US $ 2,9 bilhões.
O turismo em Cuba vem obtendo um crescimento exponencial desde 1989, quando 270.000 visitaram a ilha. Em 1990, Cuba recebeu cerca de 342 mil visitantes e dispunha de aproximadamente 12 mil apartamentos de hotel adequados ao turismo internacional. Em 1999, Cuba recebeu 1,6 milhão de turistas, o que representou um crescimento médio de 19% em relação ao número de visitantes nos anos 1990 e já contava com 32.260 apartamentos de hotel de classe internacional. Em 2003, Cuba recebeu 1,9 milhão de turistas, que geraram US$ 2 bilhões em receitas. Em 2004, foram 2,05 milhões, gerando US$ 2,25 bilhões. Em 2005, Cuba bateu seu recorde acolhendo 2,3 milhões de turistas, o que representou um incremento de 13,2% em relação a 2004. Em 2006, Cuba bateu seu próprio recorde em receitas obtidas com turismo internacional (US$ 2,4 bilhões), mas houve uma pequena queda no número de visitantes, que somaram 2,2 milhões. Em 2007, Cuba anunciou uma série de medidas para tornar seu turismo mais competitivo no Caribe.
Quatro grupos empresariais dominam o mercado de hotéis em Cuba: Gran Caribe, Cubanacan, Gaviota e Habaguanex. Existem 24 joint ventures que estão construindo 11.900 quartos, já possuindo 3.700 em operação. Dentre as empresas que possuem acordos de administração de hotéis em Cuba, destacam-se a Sol Melia (Espanha), o Super Clubs (Jamaica), a Accor (França) e a Barcelo (Espanha)
As estimativas do World Tourism Organization indicaram que, em 2007, caso fosse levantado o embargo norte-americano, cerca de 4 milhões de turistas poderiam visitar Cuba, representando uma fatia de mercado de 15,9% do turismo na região do Caribe. Esse turismo representaria para Cuba uma receita direta de de US$ 7,5 bilhões, e gerará uma produção adicional, no resto da economia cubana, de US$ 7,650 milhões. O embargo cubano limitou a saúde e a alimentação cubanas.
Em 2006, a ilha contava com aproximadamente 48.000 leitos de hotel de categoria internacional, capazes de prover cerca de 25.185 mil noites-quarto de hospedagem. A taxa de ocupação dos hotéis cubanos, em 2006, foi de 60,7%, o que representou a venda efetiva de 15.627 mil noites-quarto. A estada média dos turistas em Cuba é estimada em 4,2 dias. Em 2006, o dispêndio total por turista foi de US$ 1.091 e o gasto diário por turista, de US$ 260. O turismo tem se convertido não só num dos setores que mais contribuem para a economia do país, mas também para o desenvolvimento econômico de Cuba.
A atividade turística em Cuba, em 2007, deu emprego a cerca de 268.000 cubanos, sendo 138.000 empregos diretos (dos quais cerca de 20% de nível universitário) e 130.000 indiretos.

### Biotecnologia
A revista Nature declarou, que Cuba desenvolveu uma considerável capacidade de pesquisa, talvez maior que a de qualquer outro país em desenvolvimento fora do sudeste asiático.
Cuba conseguiu criar, com grande sucesso, uma indústria de biotecnologia capaz de inventar drogas modernas e vacinas próprias e que opera ao lado de uma florescente indústria farmacêutica que vem obtendo sucesso em suas exportações. Como observou a revista Nature, cabe indagar como Cuba, sofrendo um embargo comercial pelos Estados Unidos desde 1962, conseguiu fazer isso e que lições outros países poderiam tirar desse feito. Segundo a Nature, o sucesso de Cuba pode ser parcialmente explicado pelos pesados investimentos feitos por Cuba em todos os níveis de educação e também pelo fato de que a ciência em Cuba seria selvagemente dirigida, ou seja, dirigida exclusivamente à solução de seus problemas sociais. A pesquisa estatal de Cuba funciona como um grande laboratório empresarial, exceto em que seus resultados são medidos pelos benefícios sociais que gera, ao invés do desempenho comercial de seus produtos, como ocorre nas corporações comerciais.
A Biotecnologia cubana já gerou mais de 600 patentes para drogas novas e inovadoras como vacinas, proteínas recombinantes, anticorpos monoclonais, equipamento médico com software especial, e sistemas de diagnósticos. Em 2003, a exportação desses produtos cresceu 13% e incluiu novos itens, tais como a vacina contra haemophilus (para prevenção da meningite infantil e pneumonia) e um fator estimulador de colônia e anticorpo monoclonal R3 (para o tratamento do câncer). Cuba é um dos únicos seis países do mundo que produzem o interferon. Cerca de sessenta outros produtos estão nos estágios finais de pesquisa e planos de transferência de tecnologia estão em estudos visando à construção de unidades produtoras no exterior vacinas, interferon, enzimas industriais farmacêuticas, kits de diagnóstico da dengue e do streptococo do grupo B, células tronco. A biotecnologia cubana dispõe atualmente de 38 produtos registrados comercializados em mais de 45 países enquanto o país impulsiona projetos de vacinas terapêuticas, algumas em fase avançada como as da Hepatite C e câncer de próstata.

## Exportação e investimento estrangeiro
O embargo comercial imposto a Cuba pelos Estados Unidos, desde que o governo cubano desapropriou as terras de empresas americanas em Cuba em 1962, não dificulta a expansão do comércio exterior cubano, pois os EUA são o único país do mundo a ter embargo comercial com Cuba. Não obstante, Cuba tem conseguido atrair investimentos estrangeiros. Grandes investimentos têm sido feitos nas áreas de turismo, energia e telecomunicações; a União Europeia é responsável por cerca da metade dos investimentos estrangeiros feitos em Cuba.
Entre os produtos não tradicionais de exportação de Cuba que foram duplicadas no período 1996-2000 estão:
- Cítricos frescos industrializados
- Aço
- Produtos de biotecnologia
- Produtos médicos farmacêuticos
- Minérios
- Óleo.

O valor das exportações cubanas atingiu, em 2006, 2,956 milhões de dólares (FOB), distribuídos desta forma: Canadá 18,5%, Holanda 18,5%, China 16%, Bermudas (paraíso fiscal, englobando possíveis reexportações) 14,1%, Espanha 5,1% (2006). O turismo está crescendo aceleradamente e já representa 12% do PIB cubano, gerando 40% de suas divisas cambiais.

## PIB - Produto Interno Bruto
Ano e peso, respectivamente em milhões de dólares, do período de 1994 à 2017
- 1994 - 20.296 ¹
- 1995 - 20.986 ¹
- 1996 - 22.812 ¹
- 1997 - 23.565 ¹
- 1998 - 23.871 ¹
- 1999 - 25.494 ¹
- 2000 - 26.896 ¹
- 2002 - 28.118 ¹
- 2003 - 28.948 ¹
- 2005 - 37.240 ¹
- 2006 - 52.7 ¹
- 2007 - 58.6 ¹
- 2008 - 60.8 ¹
- 2009 - 62.1 ¹
- 2010 - 64.33 ¹
- 2011 - 69 ¹
- 2012 - 73.14 ¹
- 2013 - 77.15 ¹
- 2014 - 80.65¹
- 2015 - 87.13 ¹
- 2016 - 91.37 ¹
- 2017 - 57,49

¹

## Produto Interno Bruto per capita

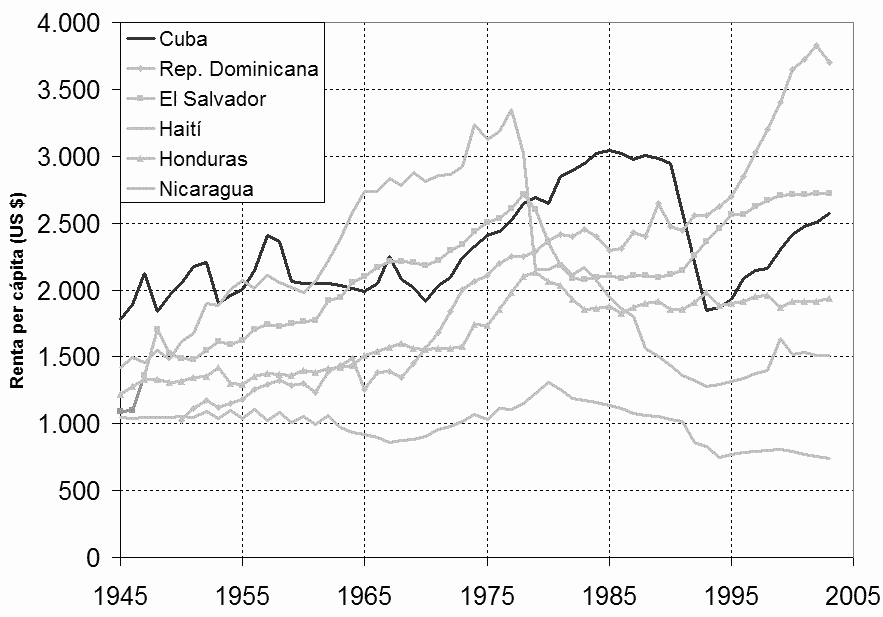
Comparativa histórica da Renda per capita de Cuba com outros países do Caribe, basado em World Population, GDP and Per Capita GDP, 1-2003 AD.

Ano e peso, respectivamente em dólares, do período de 1994 à 2006:
- 1994 - 1.872 ¹
- 1995 - 1.926 ¹
- 1996 - 2.085 ¹
- 1997 - 2.140 ¹
- 1998 - 2.164 ¹
- 1999 - 2.300 ¹
- 2000 - 2.416 ¹
- 2001 - 2.477 ¹
- 2002 - 2.504 ¹
- 2003 - 2.569 ¹
- 2004 - 3.059  Equivalência de poder aquisitivo - não comparável com os anteriores
- 2005 - 3.300  Equivalência de poder aquisitivo - só comparável com 2004-07[44]
- 2006 - 8.500 (est.)  Equivalência de poder aquisitivo - só comparável com 2006-08 The World Factbook: Cuba, 2009, CIA[45]
- 2007 - 9.100 (est.)  Equivalência de poder aquisitivo - só comparável com 2006-08 The World Factbook: Cuba, 2009, CIA[45]
- 2008 - 9.500 (est.)  Equivalência de poder aquisitivo - só comparável com 2006-08 The World Factbook: Cuba, 2009, CIA[45]

¹ -

### Moeda
Três moedas circulam em Cuba: o dólar, o peso conversível (cotado cerca a de 1,20 pesos por dólar) - e que é utilizado em lojas especiais para turistas, que vendem em dólar, à taxa de um peso conversível por dólar - e o peso tradicional (25 pesos por dólar) utilizado para o pagamento dos salários e para a compra de mercadorias no mercado interno, tais como aluguéis, luz, telefone, roupas e alimentos. Desde 25 de outubro de 2004 foram proibidas na ilha as transações em dólar, que só podem ser legalmente feitas utilizando-se pesos conversíveis

### Salários em Cuba
Os salários em Cuba, que em 2016 tiveram uma média de 29 dólares mensais, devem ser analisados em termos de "equivalência de poder aquisitivo" ¹, método recomendado hoje em dia até pela CIA para estudar a economia cubana. Freqüentemente se vê comentários anedóticos na imprensa sobre os "baixos" salários em Cuba, aparentemente irrisórios quando se os converte em dólares norte-americanos ao câmbio turismo. Mas esse método é inadequado. Para que se possa fazer uma análise correta dos salários cubanos é preciso atentar para o que o salário pode efetivamente comprar em Cuba, não em Nova York; ou seja, qual é a real relação salário-aquisição de bens e serviços para o povo cubano¹. Por exemplo: uma cesta básica para uma família de 4 pessoas (inclui um filho menor de 7 anos) e contendo arroz, açúcar, café, pão, leite, batata, custa em Cuba 3 dólares. Nos Estados Unidos custa 138 dólares; o aluguel mensal de uma casa em Cuba custa de 25 a 30 dólares; em Cuba a educação e a assistência médica são totalmente gratuitas, e os cubanos pagam quase que todo o salário em impostos, apesar de que não são assim chamados. os baixos salários são na verdade a sobra do que o governo não retira para manter os valores que serão citados.
Na realidade, hoje existe uma dualidade na economia cubana. A atividade econômica se dá em torno do dólar, do peso conversível (cada peso vale um dólar) e do peso não conversível. O dólar e o peso conversível são adotados no livre comércio. O peso não conversível é utilizado para o pagamento dos salários dos cubanos e para a compra de produtos básicos consumidos pela população local.

## Energia elétrica
Até 2004, o fornecimento de energia elétrica em Cuba esteve extremamente deficiente, com frequentes blecautes que chegavam a durar 16 horas seguidas. Desde então, o governo cubano vem investindo na expansão da geração e distribuição de energia elétrica, enquanto busca aumentar a eficiência, para conseguir atender ao aumento do consumo, que cresce em média 7% ao ano. Em agosto de 2005, o Ministério da Indústria Pesada cubano anunciou a proibição do uso de lâmpadas incandescentes em Cuba e lançou a operação Economiza Energia, que visava a trocar 1,2 milhão dessas lâmpadas pelas eficientes fluorescentes compactas, que consomem menos de 20% da energia anteriormente usada. Essa campanha, iniciada por Fidel, espalhou-se pelo mundo e está sendo adotada pela Austrália, Canadá e até pela Califórnia. Fidel Castro declarou o ano de 2006 o "ano da revolução da energia elétrica" e se comprometeu a pôr fim aos blecautes até 1° de maio daquele ano. Em 2006, foram acrescentados 1.300 megawatts à capacidade de geração cubana. No início de 2007, foram adicionados mais 711.811 kW, quando se instalaram os 4.158 geradores convencionais a diesel, adquiridos em 2006 ao custo de US$ 800 milhões.
Uma análise técnica, minuciosa e completa da situação energética de Cuba pode ser encontrada no estudo feito por D. Pérez, I. López e I. Berdellans para o Centro de Gestión de la Información y Desarrollo de la Energía, CUBAENERGIA, em convênio com a United Nations Department of Economic and Social Affairs (UN DESA)

## Divida Externa
A dívida externa estimada em 31 de dezembro de 2011 era de $21,02 bilhões Desde 2010 o governo não divulga dados sobre sua conta corrente e dívida externa, e as reservas de divisas são tratadas como segredo de Estado.

## Reformas na economia
Eliminação do Ministério do Açúcar
Em 29 de setembro de 2011 informou o jornal "Granma" (oficial) que o presidente de Cuba, Raúl Castro, suprimiu o Ministério do Açúcar como parte de uma ampla reestruturação para tentar tornar mais eficiente este setor.
Segundo um relatório do órgão de imprensa do Partido Comunista (PCC): "foi tomada a decisão de extinguir o Ministério do Açúcar, pois atualmente não cumpre com nenhuma função estatal".
Para substituir o ministério, surgido em 1964, o Governo criou o Grupo Empresarial da Agroindústria Açucareira, a fim de se tornar eficiente e com capacidade de "gerar com suas exportações divisas para financiar os gastos próprios", explicou o jornal.

### Citações
1. ↑  «GDP (current US$) - Cuba». data.worldbank.org. World Bank. Consultado em 18 de janeiro de 2020
2. 1 2 3 4 5 6 7 8 9 10  «The World Factbook». CIA.gov. Central Intelligence Agency. Consultado em 28 de novembro de 2019
3. ↑  «GDP per capita (current US$) - Cuba». data.worldbank.org. World Bank. Consultado em 18 de janeiro de 2020
4. ↑  IBGE :: Instituto Brasileiro de Geografia e Estatística
5. ↑  «Labor force, total - Cuba». data.worldbank.org. World Bank. Consultado em 28 de novembro de 2019
6. ↑  GARAVELLO, Murilo. Regime de Fidel cerceou democracia e direitos humanos, mas melhorou qualidade de vida. São Paulo: Especial Cuba, Últimas Notícias, UOL, 19 de fevereiro de 2008, acessado às 14:06
7. ↑  http://hdr.undp.org/sites/default/files/2016_human_development_report.pdf
8. ↑  Renda Per Capita dos Países, Fevereiro 15, 2007
9. ↑  Ward, Marianne; Devereux, John (2012). «The Road Not Taken: Pre-Revolutionary Cuban Living Standards in Comparative Perspective». The Journal of Economic History. 72 (1): 104–133. ISSN 0022-0507
10. ↑  LeoGrande, William M. (Inverno de 2015). «A Policy Long Past Its Expiration Date: US Economic Sanctions Against Cuba». Social Research. 82 (4): 939–966. ISSN 0037-783X. JSTOR 44282148
11. ↑  Mesa-Logo, Carmelo (10 de março de 2019). «Cómo romper con la dependencia económica de Cuba». The New York Times (em espanhol). ISSN 0362-4331. Consultado em 12 de janeiro de 2023
12. ↑  «GDP (current US$) - Cuba | Data». World Bank. Consultado em 11 de outubro de 2019
13. ↑  The Economic Impact of U.S. Sanctions With Respect to Cuba. United States International Trade Commission, Publicação 3398. Washington D.C., Fevereiro de 2001. Citing ECLAC, La Economia Cubana, p. 217; IMF, Direction of Trade Statistics Yearbook, various editions; and EIU, Cuba, Annual Supplement, 1980, p.22.
14. ↑  Moya, José (dezembro de 2018). «Migration and the historical formation of Latin America in a global perspective». Sociologias (em inglês): 24–68. ISSN 1517-4522. doi:10.1590/15174522-02004902. Consultado em 5 de janeiro de 2025
15. 1 2 3  Yaffe 2020, p. 15.
16. ↑  Yaffe 2020, pp. 15-16.
17. 1 2 3 4 5 6  Yaffe 2020, p. 16.
18. 1 2  Yaffe 2020, pp. 16-17.
19. 1 2 3 4 5 6 7 8  Yaffe 2020, p. 17.
20. 1 2 3 4 5 6 7  Yaffe 2020, p. 18.
21. 1 2  Yaffe 2020, pp. 18-19.
22. 1 2 3 4 5  Yaffe 2020, p. 19.
23. ↑  Yaffe 2020, p. 19-20.
24. 1 2 3  Yaffe 2020, p. 20.
25. ↑  Yaffe 2020, p. 20.
26. ↑  Yaffe 2020, pp. 20-21.
27. 1 2 3 4 5 6  Yaffe 2020, p. 21.
28. ↑  Yaffe 2020, pp. 21-22.
29. 1 2 3 4 5  Yaffe 2020, p. 22.
30. 1 2 3 4  Yaffe 2020, p. 23.
31. ↑  Yaffe 2020, pp. 22-23.
32. ↑  Yaffe 2020, pp. 23-24.
33. 1 2 3 4  Yaffe 2020, p. 24.
34. ↑  Yaffe 2020, pp. 24-25.
35. 1 2 3 4 5 6  Yaffe 2020, p. 25.
36. 1 2 3 4 5 6  Yaffe 2020, p. 26.
37. ↑  Yaffe 2020, pp. 25-26.
38. 1 2 3  Yaffe 2020, p. 27.
39. ↑  Yaffe 2020, pp. 27-28.
40. 1 2 3  Yaffe 2020, p. 28.
41. 1 2 3  Yaffe 2020, p. 29.
42. ↑  Yaffe 2020, pp. 28-29.
43. ↑  Yaffe 2020, pp. 29-30.
44. 1 2  Mesa-Lago, Carmelo (maio de 2003). «A economia cubana no início do século XXI: avaliação do desempenho e debate sobre o futuro». Opinião Pública: 190–223. ISSN 0104-6276. doi:10.1590/S0104-62762003000100008. Consultado em 5 de janeiro de 2025
45. 1 2 3 4 5 6  «Cuba». Central Intelligence Agency. The World Factbook (em inglês). 27 de dezembro de 2024. Consultado em 5 de janeiro de 2025
46. ↑  «Em Cuba crescimento forte e autocrítica pelo desempenho económico em 2006». RTP Notícias. 23 de dezembro de 2006. Consultado em 5 de janeiro de 2025
47. 1 2 3 4  Michael Weißenstein; Adrea Rodriguez (3 de novembro de 2014). «Cuba pede mais de US $ 8 bilhões em investimento estrangeiro». Apnews. Consultado em 4 de novembro de 2014
48. ↑  Daniel Trotta (29 de março de 2014). «Cuba approves law aimed at attracting foreign investment». Reuters. Consultado em 4 de novembro de 2014
49. ↑  «DIETRICH, Heinz. CUBA: O milagre biotecnológico». Consultado em 14 de outubro de 2007. Arquivado do original em 2 de março de 2008
50. ↑  «Cuba avança na prevenção e combate ao câncer com investimento em biotecnologia, afirma OMS». ONU BR. 8 de Março de 2013. Consultado em 4 de novembro de 2014
51. ↑  [http://www.eumed.net/eve/resum/07-07/alb.htm
52. ↑  «y Paladares de La Habana, Cuba. paseos por la habana.com». Consultado em 29 de outubro de 2007. Arquivado do original em 14 de outubro de 2007
53. ↑  «Minas Gerais: Notícias mais lidas e mais recentes de Minas Gerais.». minasgerais.ig.com.br. Consultado em 28 de dezembro de 2016
54. ↑  Cuba: Environment at a glance 2004, World Bank[ligação inativa]
55. ↑  «Taxa de mortalidade infantil cai em Cuba em 2023». pt.granma.cu. 4 de janeiro de 2024. Consultado em 5 de janeiro de 2025
56. ↑  «Cesta básica do cubano não chega ao fim do mês». O Globo. 28 de fevereiro de 2007
57. ↑  «Cuba tira sabão e pasta de dente de cesta básica mensal da população». Mundo. 30 de dezembro de 2010
58. ↑  RedeTV!. «Veja como os cubanos vivem com salário médio de 20 dólares». RedeTV! - Documento Verdade
59. ↑  «Cuba - Taxa de Desemprego | 1991-2023 Dados | 2024-2025 Previsão». pt.tradingeconomics.com. Consultado em 5 de janeiro de 2025
60. ↑  Wagner de Cerqueira e Francisco. «A situação atual de Cuba». Brasil Escola. Consultado em 5 de janeiro de 2025
61. ↑  Trade Map - List of exporters for the selected product in 2018 (All products)
62. ↑  Market Intelligence: Disclosing emerging opportunities and hidden risks
63. ↑  «International Trade Statistics». International Trade Centre. Consultado em 25 de agosto de 2020
64. 1 2  Cuba production in 2019, by FAO
65. ↑  Produção da pecuária de Cuba em 2019, pela FAO
66. ↑  Fabricação, valor agregado (US $ corrente)
67. ↑  USGS Cobalt Production Statistics
68. 1 2  USGS Nickel Production Statistics
69. ↑  Economy of Cuba
70. 1 2  Annual petroleum and other liquids production
71. ↑  Production of Crude Oil including Lease Condensate 2019
72. ↑  Statistical Review of World Energy, June 2020
73. ↑  The World Factbook — Central Intelligence Agency
74. ↑  CIA. The World Factbook. Natural gas - production.
75. ↑  Statistical Review of World Energy 2018
76. ↑  RENEWABLE CAPACITY STATISTICS 2021
77. ↑  Destaques do turismo internacional
78. ↑  Unos 194.102 turistas españoles visitaron Cuba en 2005, 33% más pese a los huracanes. Fontes: Fuente: Agencias/EP; Actualidad 24 Horas.com; 26 de janeiro de 2006
79. ↑  FRANK, Marc. Cuba takes steps to spruce up tourism appeal. Havana: uk.reuters.com, 27 de junho de 2007 19:12 BST
80. 1 2  Cuba Reports Millions in Tourist Revenues. 17 de setembro de 2007.
81. ↑  «TURKEL,, Stanley. CUBA: Tourism Thriving Despite the U.S. Trade Embargo. Hotel Interactive, 10 de abril de 2006.». Consultado em 2 de novembro de 2007. Arquivado do original em 30 de outubro de 2007
82. 1 2 3  «CRESPO, Nicolás e DIAZ, Santos Negrón. Cuban Tourism in 2007: Economic Impact; Cuba in Transition - ASCE 1997» (PDF). Consultado em 29 de outubro de 2007. Arquivado do original (PDF) em 30 de outubro de 2007
83. ↑  THE US EMBARGO AGAINST CUBA ITS IMPACT ON ECONOMIC AND SOCIAL RIGHTS
84. ↑  Denial of food and medicine
85. ↑  Nature, vol. 436, issue 7049 (July 2005)http://www.nature.com/nature/journal/v436/n7049/index.htmlSocialism in one country: Cuba's scientific community has made substantial progress in addressing social problems. Nature; vol. 436, issue 7049 (July 2005); p303.]
86. ↑  «through synergy.; NATURE BIOTECHNOLOGY; volume 22, suplemento, dezembro de 2004» (PDF). Consultado em 20 de outubro de 2007. Arquivado do original (PDF) em 7 de outubro de 2007
87. ↑  Selvagemente ou selvagemmente?
88. ↑  DÁVILA, Agustín Lage.Socialism and the Knowledge Economy: Cuban Biotechnology.; Monthly Review; Volume 58, Number 7, dezembro de 2006
89. ↑  Economic Survey of Latin America and the Caribbean 2003-2004. pp 287-293; ECLAC
90. ↑  «Cuba e China avançam na biotecnologia. Conselho de Informações Sobre Biotecnologia, 23 de dezembro de 2005.  Fonte: Chicago Tribune, 19 December 2005 e Chicago Tribune e Crop Biotech, 16 December 2005». Consultado em 14 de outubro de 2007. Arquivado do original em 31 de janeiro de 2009
91. ↑  «Cuba realiza primeiro transplante com células-tronco em sistema nervoso. 2 de julho de 2007, Fonte: JB Online, 30 de junho de 2007». Consultado em 14 de outubro de 2007. Arquivado do original em 15 de julho de 2007
92. ↑  «Como funciona o embargo a Cuba?». Superinteressante
93. 1 2  World Population, GDP and Per Capita GDP, 1-2003 AD(Last update: August 2018, copyright Angus Maddison).
94. ↑  HABEL, Janette. Le castrisme après Fidel Castro : une répétition générale, RISAL, 29 décembre 2006.
95. ↑  «Salário médio em Cuba em 2016 foi de US$ 29, apontam dados oficiais». Agência Brasil - Últimas notícias do Brasil e do mundo
96. ↑  Cuba-Électricité - consommation (milliards kWh) 1998-2004. Fonte: CIA World Factbook, versão de 1º de janeiro de 2007
97. ↑  Green light for Australian ban on old-style bulb. International, The Guardian, 21 de fevereiro de 2007, p. 24
98. ↑  Cuba's energy revolution. The Economist, 27 de abril de 2006
99. ↑  Bright prospects for Brazilian utilities. The MoneyWeek; 28 de setembro de 2007
100. ↑  PÉREZ D., LÓPEZ, I. e BERDELLANS, I. Energy Indicators for Sustainable Development: Country Studies on Brazil, Cuba, Lithuania, Mexico, Russian Federation, Slovakia and Thailand, United Nations Department of Economic and Social Affairs (UN DESA), Capítulo 4, pp. 83 - 127
101. ↑  «Cuba Dívida externa». Index Mundi. 2012. Consultado em 26 de junho de 2014
102. ↑  «Cuba negoceia dívida pública externa». Jornal de Angola. 24 de abril de 2014. Consultado em 26 de junho de 2014
103. ↑  «Cuba pode reabrir negociações com Clube de Paris». Reuters Brasil. 22 de abril de 2014. Consultado em 26 de junho de 2014